# John Lecompte
John Howard Louis Lecompte (Montreal, 28 juli 1914 - Nairobi, 21 februari 1970) was een Canadees ijshockeyer. 
Lecompte nam namens Canada deelnemen aan de Olympische Winterspelen 1948. Lecompte won samen met zijn ploeggenoten de gouden medaille.
Lecompte was verdediger en speelde mee in alle acht de wedstrijden waarin hij tweemaal doel trof.
Lecompte was scheidsrechter tijdens de Olympische Winterspelen 1956.
Na zijn dood werden zijn spullen van de Olympische Winterspelen 1948 gedoneerd aan de Canadian Olympic Hall of Fame and Museum.